# Cucumella
Cucumella là một chi thực vật có hoa trong họ Cucurbitaceae.

## Loài
Chi Cucumella gồm các loài: